# Чарлз Фербенкс
Чарлз Воррен Фербенкс (варіанти: Фейрбанкс, Фейрбенкс) (англ. Charles Warren Fairbanks; нар. 11 травня 1852, Юніонвілл Сентер, Огайо, США — 4 червня 1918, Індіанаполіс, Індіана, США) — американський політик, член Республіканської партії США.
Після закінчення сільської школи і роботи на фермі, Фербенкс вступив до Весліанського університету Огайо, який він закінчив у 1872 році.
З 1896 по 1904 — сенатор Конгресу США. З 1905 по 1909 рік був віцепрезидентом США. У 1916 році повторно висунутий на кандидатуру віце-президента, але зазнав невдачі.
На честь Чарлза Фербенкса у 1903 році названо місто Фербанкс на Алясці.